# Mario Sports Superstars
Mario Sports Superstars è un videogioco della serie sportiva di Mario Sports, che è parte del più ampio franchise di Mario per Nintendo 3DS.
Inoltre sarà possibile giocare 5 differenti sport con i principali personaggi di Mario; questi sport sono calcio, golf, tennis, baseball ed equitazione.

## Modalità di gioco
Come in Mario Sports Mix ogni sport avrà i suoi tornei. Per ogni torneo si faranno 3 partite e i personaggi in totale che partecipano al torneo sono 8. I trofei ottenibili sono il trofeo fungo, il trofeo fiore ed il trofeo stella.
Un giocatore può giocare in locale, con un giocatore sconosciuto in online, oppure con il computer. Nel menù si può trovare la modalità "collezione", che è la collezione di tutte le carte Amiibo del gioco collezionate; c'è anche una modalità che riguarda le monete ma il suo scopo è ancora sconosciuto. Inoltre sempre nel menù si possono trovare 2 icone con funzione sconosciuta; la prima raffigura un'icona delle impostazioni, la seconda un'icona di un manuale.

### Calcio
Questo calcio non sarà come quello visto in Mario Strikers Charged Football, ma sarà un calcio a 11 vs 11. Si sceglie un personaggio principale e poi verranno scelti a caso Toad, Koopa ed altri. Si possono eseguire anche Super tiri.

### Tennis
Il tennis sarà molto simile allo stile di gioco di Mario Tennis Open, dove si può fare una partita a quattro o a due.
Si possono fare Tiri di fortuna, che ritornano da appunto Mario Tennis Open, e Tiri Ultra, che ritornano da Mario Tennis: Ultra Smash.

### Golf
Il golf sarà lo stesso di Mario Golf: World Tour ma ovviamente con posti e personaggi differenti con cui giocare.

### Baseball
Il Baseball sarà con delle regole classiche.
Le squadre sono formate da 9 giocatori ciascuna e si dovrà scegliere un capitano. Poi si possono scegliere liberamente abitanti del mondo di Mario, ad esempio Toad, Koopa e tanti altri.

### Equitazione
L'equitazione è un nuovo sport nel franchise e sarà come una corsa dove ci saranno anche ostacoli da saltare ed evitare. Si potranno raccogliere monete e oggetti da usare durante la corsa; ci si può prendere cura del proprio cavallo per farlo migliorare sempre di più e saranno assegnati i posti come le corse che si fanno in Mario Kart.
La resistenza di un cavallo aumenta in base alle carote collezionate dal giocatore.

## Personaggi
I personaggi giocabili sono in totale 18, 2 dei quali sbloccabili:
- Mario (Versatile)
- Luigi (Versatile)
- Yoshi (Versatile)
- Strutzi (Versatile)
- Principessa Peach (Tecnico)
- Principessa Daisy (Tecnico)
- Waluigi (Tecnico)
- Boo (Tecnico)
- Baby Mario (Veloce)
- Baby Luigi (Veloce)
- Diddy Kong (Veloce)
- Bowser Jr. (Veloce)
- Donkey Kong (Potenza)
- Wario (Potenza)
- Bowser (Potenza)
- Rosalinda (Potenza)
- Mario Metallo (Potenza)
- Peach Oro Rosa (Potenza)